# Пер Гокан Гессле
Пер Гокан Ґессле (швед. Per Håkan Gessle; 12 січня 1959, Гальмстад, Галланд, Швеція) — шведський музикант, композитор, продюсер, автор пісень і співак.

## Життєпис
Заснував групу «Gyllene Tider» у 1979 році і дует «Roxette» (разом із співачкою Марі Фредрікссон) у 1986 році. Також працював разом зі шведським співаком Ніссе Гельбергом в проєкті «The Lonely Boys». Інші гурти Пера: «Son of a Plumber», Pepcis", «Grape Rock», «Peter Pop & The Helicopters», «Spannande Ostar» і «Per's Garage».
За свою 30-річну кар'єру, яка розпочалася у 1978 році, Пер встиг поекспериментувати з різними стилями: рок, поп-рок, поп, блюз, кантрі тощо. Він став одним з найпопулярніших виконавців за всю історію Швеції. Одним із прихильників творчості Пера є сам король Швеції Карл XVI Густав, а також його дочка, кронпринцеса Вікторія. Ім'я Пера Гессле зазначено в путівнику, який видає міністерство туризму Швеції.
Сольна кар'єра Пера триває досі. Відзначивши 20-річчя «Roxette» у 2006 році та 30-річчя «Gyllene Tider» у 2009 році, Гессле вирушив у європейське турне на підтримку свого нового сольного альбому «Party Crasher».
Діяльність Пера Гессле не обмежується записом музичних альбомів. Він активно спонсорує пісні молодих виконавців, є співвласником готелю, колекціонує гітари, спортивні автомобілі та витвори мистецтва, а з 2008 року веде власну передачу на американській супутниковій радіостанції.

## Дитинство
Пер Гессле народився в місті Гальмстад на західному узбережжі Швеції. Він був молодшим із трьох дітей у родині, що належала до середнього класу. Сім'я Гессле часто переїздила з місця на місце в окрузі Гальмстада до тих пір, поки батько Пера, Курт, не звів будинок. За професією він був сантехніком, мав власну невелику компанію і багато часу присвячував роботі. Мама Пера, Елізабет, працювала вдома та дбала про сім'ю, а також давала приватні уроки з розпису порцеляни.
Курта Гессле ніколи не хвилювали успіхи сина в музиці, він хотів, щоб Пер отримав серйознішу професію, наприклад, став автомеханіком. Елізабет Гессле ж хотіла, щоб Пер став священиком, або лікарем-педіатром.
Ще до школи Пер захопився музикою. Його перша група називалася «Pepcis». Діти грали під фонограму, замість інструментів використовували кухонне начиння, під акомпанемент пісень гуртів «Tages» і «The Animals», що звучали з домашньої стереосистеми. У 6 років Пер пішов до школи, на рік раніше, ніж звичайні шведські діти. Пізніше у нього з'явилася стереосистема, до свого десятого дня народження Пер уже володів колекцією зі ста вінілових платівок. Всі вони були куплені на зібрані кишенькові гроші, які зазвичай йому давали батьки. Англійську мову він почав вивчати читаючи журнали «New Musical Express» (NME) і «Melody Maker», які спеціально замовляв щотижня в найближчому газетному кіоску.
Фонотека Пера почалася з платівки «The Kink Controversy» гурту «The Kinks», яку він купив за 5 крон у власного брата, якому терміново були потрібні гроші на сигарети. Пер часто відвідував місцевий музичний магазин просто для того, щоб послухати там останні новинки. Власник крамниці був радий його візитам, бо хлопчик знав про всі майбутні релізи з журналів. Пер також міг легко вимовити назви альбомів і виконавців англійською без жодної помилки. Цьому він навчився, коли зустрічався з братом і його друзями, які слухали тижневі чарти по радіо. Після радіопередач завжди бурхливо обговорювалося почуте, і старші хлопці пускали Пера в свою компанію, бо той знав все про виконавців, їхні нові пісні та майбутні релізи.
У 13 років Пер прийняв тверде рішення відростити довге волосся і перефарбувати його у червоний колір, щоб стати схожим на Девіда Бові. Матері хлопця це не сподобалося, вона навіть дала синові гроші, аби той сходив до перукаря, але замість цього Пер купив чергову платівку для своєї колекції. Свою першу роботу Пер отримав в теплиці, де вирощували гриби. На наступний день це заняття йому набридло, і він отримав іншу роботу — зважувати гриби, які збирали дівчата, що працювали в тій же теплиці. Там хлопець працював разом зі своїм приятелем на прізвисько Педда в колективі з 360 дівчатами.
Восени Пер пішов у перший клас середньої школи «Kattegattskolan», де Педда познайомив його з Матсом Перссоном з паралельного класа. Навчався Пер вкрай посередньо і незабаром покинув навчання. Повернувшись до школи наступного року, він обрав іншу навчальну програму. Цього разу він був задоволений вибором через те, що у нього з'явилося багато друзів, з якими він навчався в одному класі. Пер і Педда на всіх перервах разом грали на гітарі в шкільних коридорах, а іноді тікали з уроків і гуляли середмістям.

## Початок музичної кар'єри

### «Grape Rock»

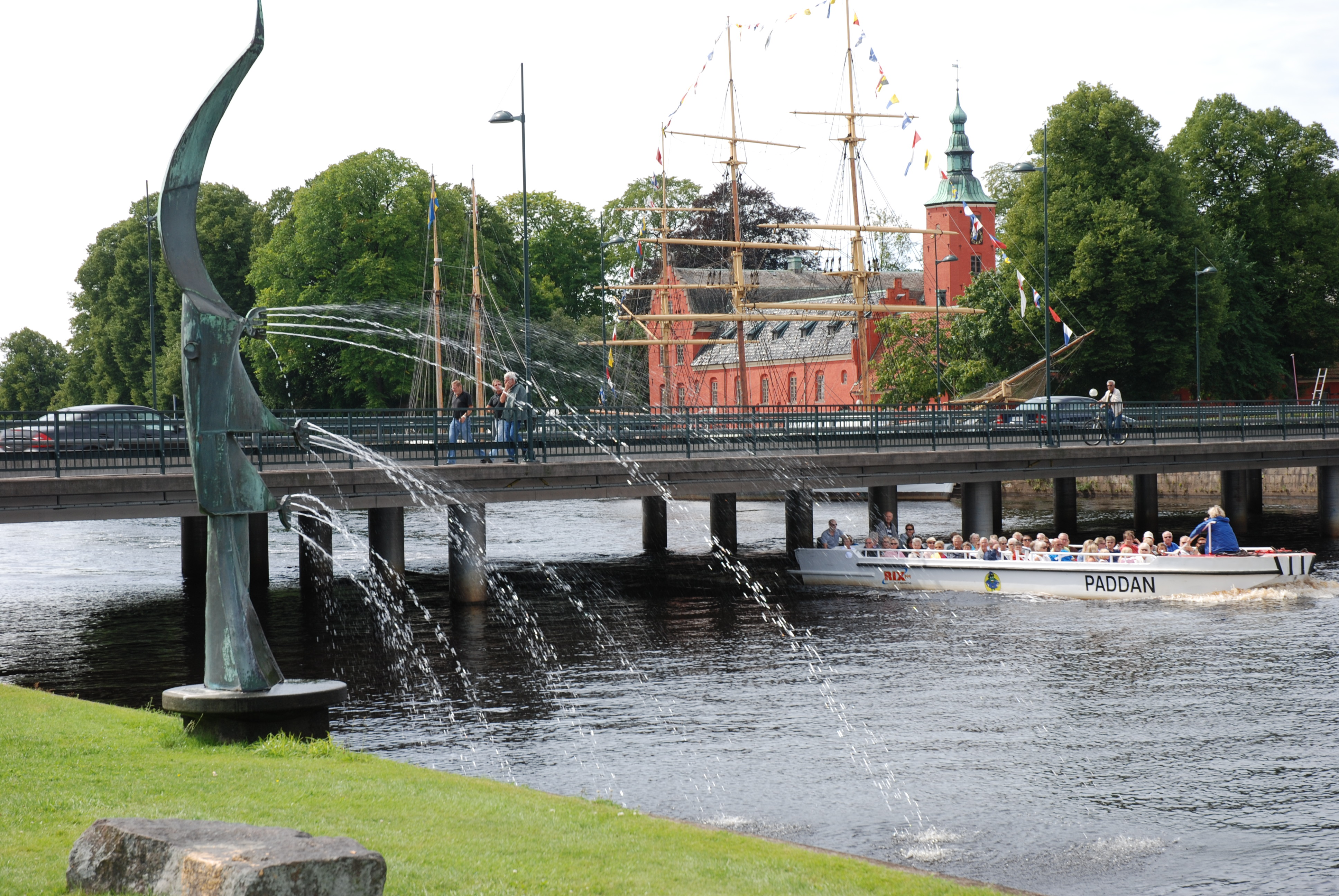
Місто Гальмстад, Швеція

Одного разу Педда покликав Пера на репетицію групи «Audiovisellt Angrepp», в якій грали Петер «Педда» Нільсен на бас-гітарі, Матс «МП» Перссон на ударних і Мартін Стернхуфвуд на електрогітарі. Пізніше Матс Перссон запропонував новому другу приєднатися до групи. 19 лютого 1977 року Пер і «МП» заснували групу «Grape Rock» і почали записувати пісні разом.
Протягом літа 1977 року Пер і Матс Перссон записували кавери на пісні популярної в ті роки групи «Dr. Feelgood», а також розсилали касети із записами своїх пісень різним звукозаписним компаніям і людям, відомим у цьому бізнесі. Пізніше хлопці зрозуміли, що їм складно виконувати та записувати пісні вдвох, без сторонньої допомоги, особливо важко виконувати їх на живих концертах. Іноді до них приєднувався Мікаель Андерссон (Кііф), барабанщик гурту «Yggdrasil», який пізніше став постійним учасником колективу. В той же час, «МП» запросив свого друга Йана Карлссона (Йанне) грати на бас-гітарі — так утворилася група, яку вирішили назвати «Gyllene Tider», за назвою однієї з інструментальних пісень колективу. Інструменти в цілях економії коштів були куплені в Лондоні.

### «Gyllene Tider»

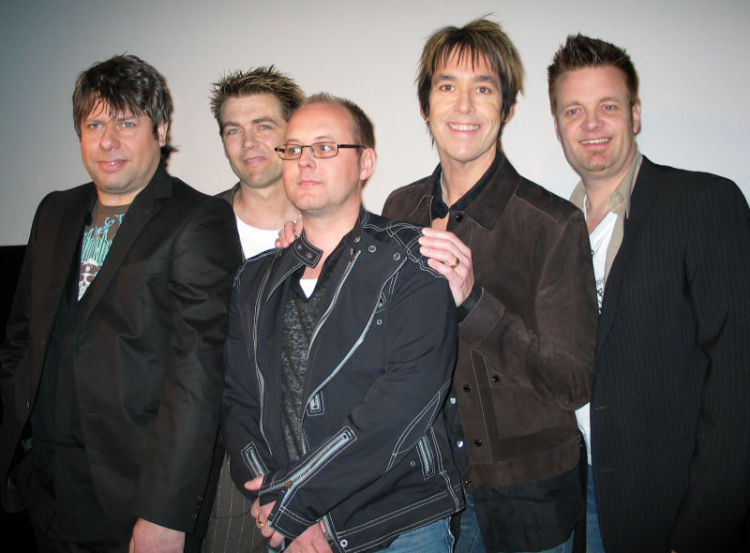
«Gyllene Tider» у 2004 році. Зліва направо: Матс Перссон, Андерс Херрлін, Йоран Фрітцон, Пер Гессле і Мікаель Андерссон

27 квітня 1978 року від раку помер Курт Гессле. На наступний день після трагедії в сім'ї Гессле, газета «Expressen» надрукувала невеличку замітку про «Gyllene Tider». Пер вважав, що ці дві події збіглися дуже іронічно — найжахливіша трагедія його життя і успіх його музичної групи відбулися протягом доби.
Перший справжній виступ «Gyllene Tider» відбувся 12 травня 1978 року в клубі «Bio Reflex» в місті Йетині (Getinge) перед найближчими друзями музикантів і ще 50 людьми. У грудні 1978 року на один з виступів гурту прийшов Андерс Херрлін, який пізніше став постійним бас-гітаристом «Gyllene Tider». Він же познайомив Пера і Матса Перссона зі своїм другом, клавішником Йораном Фрітцоном, з яким вони разом грали в «Yggdrasil».
У 1979 році «Gyllene Tider» записали однойменний дебютний альбом. У липні 1980 року вийшов другий диск колективу «Moderna Tider». Перший сингл з цього альбому «Nar vi tva blir en» купили 100 000 осіб, а сам він тримався на першому місці шведських чартів протягом 16 тижнів. Ще до виходу альбомів, перед-замовлення оформили 140 000 покупців. Навесні 1981 року почався «Parkliv!-Tour», один концерт з якого було знято на відео. Режисером відеозапису став Ларс Гельстрем, що працював з групою «ABBA». Запис третього альбому «Puls» розпочалася в лютому 1982 року. Після його виходу, продюсер платівки Лассе Ліндбом познайомив Пера з тоді вже відомою шведською співачкою Марі Фредрікссон.

### Сольні альбоми
Марі взяла участь у роботі над першим сольним альбомом Пера «Per Gessle» (1983 рік). Гессле був дуже здивований досить великою популярністю альбому, попри те, що пісні з цієї платівки за стилем були зовсім не схожі на роботи «Gyllene Tider», які принесли Перу популярність на батьківщині. У рецензіях на цей альбом журналісти називали пісні більш «дорослими й зрілими».
Влітку 1985 року вийшов другий сольний альбом Пера «Scener», робота над яким тривала дуже довго, майже 11 місяців. Пісню «Viskar» Пер присвятив своїй подрузі Осе Нордін, яка згодом стала його дружиною. Цей сольний альбом отримав втішніші відгуки критиків, ніж перший «сольник» Пера, але продавався альбом не дуже добре. Через те, що радіостанції не транслювали в ефірі пісні з цього диску, і Пер не з'являвся в телепрограмах, журналісти в інтерв'ю стали запитувати, що він збирається робити після завершення своєї кар'єри, замість того, щоб запитати про майбутні плани музиканта. Поки Гессле працював над двома сольними альбомами, з «Gyllene Tider» пішов бас-гітарист Андерс Херрлін, який наполягав на роботі в колективі. Пер був дуже засмучений його рішенням, і після цього вони не розмовляли один з одним протягом декількох років.

## Успіх з «Roxette»

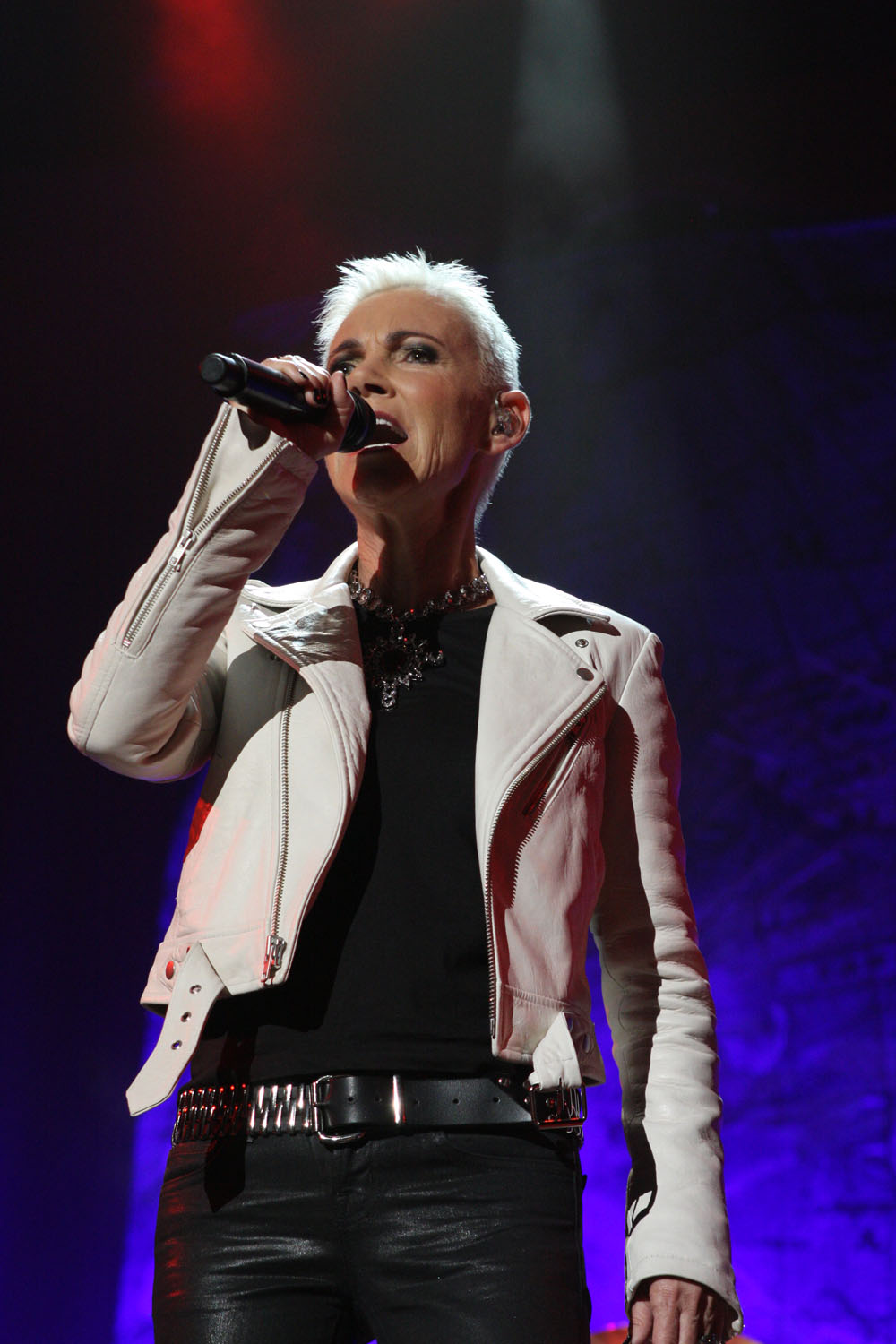
Марі Фредрікссон

У 1986 році Пер Гессле разом з Марі Фредрікссон записав і випустив дебютний альбом дуету «Roxette» — «Pearls of Passion». Справжню популярність і світове визнання музикантам принесли реліз синглу «The Look» та вихід платівки «Look Sharp!». Ще через три роки Пер і Марі вирушили у світове турне на підтримку нового альбому «Joyride» (1991 рік), яке тривало майже півтора року. За цей час музиканти побували в Південній Америці, ПАР, Австралії, США та Європі.
21 серпня 1993 року Пер Гессле та Оса Нордін одружилися в церкві «Västra Strö». Присутня на церемонії Марі Фредрікссон виконала пісню на слова шведського поета Еверта Таубе, а також кавер на пісню «The Beatles» з «Here, there and everywhere». На весіллі були присутні 108 гостей, крім родичів і близьких друзів молодят привітали Марі Фредрікссон з майбутнім чоловіком Мікаелем Боліошом, музиканти з «Roxette» та Бьорн Ульвеус з групи «ABBA».
У 1994 році після виходу диска «Crash! Boom! Bang!» відбувся черговий тур «Crash! Boom! Live!». Цього разу шведи виступили навіть у Китаї та Росії.
7 липня 1995 року Пер і Бьорн Нордстранд (колишній глава шведського телеканалу «TV4») купили готель «Тюлосанд» (Tylösand) в передмісті Гальмстада, після чого повністю його перебудували й оновили. У готелі є нічний клуб «Leif's Lounge», присвячений «Roxette» та «Gyllene Tider». Там же знаходиться цілий музей з пам'ятними речами, такими як міжнародні нагороди, інструменти, постери тощо. У клубі є невелика сцена, на якій проходять різні музичні концерти, в тому числі й самого Пера Гессле.
Напружена робота та тривалі гастролі призвели до того, що Пер і Марі вирішили зробити невелику перерву в спільній роботі. 1996 року після виходу альбому-збірника найкращих балад «Roxette» іспанською, Пер гастролював з «Gyllene Tider», в той час як Марі записала черговий шведський «сольник».
Восени 1996 року Пер почав роботу над своїм першим англомовним сольним альбомом, над створенням якого йому допомагали музиканти «Gyllene Tider», «Roxette» та шведської інді-поп групи «Brainpool». Альбом «The World According to Gessle» вийшов у всьому світі окрім США на початку травня 1997 року. Слухачі оцінили альбом не надто високо, навіть попри те, що Пер особисто рекламував диск у багатьох країнах по радіо і телебаченню.
У березні 1997 року в шведських газетах стали з'являтися перші замітки про те, що первісток Пера і Оси Гессле очікується в кінці літа того ж року. Габріель Тітус Гессле народився 5 серпня в стокгольмській лікарні «Каролінська», при цьому молоді батьки уникали уваги преси. У березні 1998 року Пер і Марі полетіли до Іспанії для запису чергового спільного альбому.
У січні 1999 року Пер відзначив своє 40-річчя. На свято в готелі «Тілосанд» в Гальмстаді були запрошені 150 друзів і родичів музиканта. Серед гостей були його колеги з «Gyllene Tider», Марі Фредрікссон з чоловіком, інші музиканти «Roxette», а також Бйорн Ульвеус (група «ABBA») з дружиною та інші відомі в Швеції люди. У той вечір Марі заспівала вітальну пісню для іменинника, а пізніше «Gyllene Tider» порадували гостей своїм спеціальним виступом. 2001 року вийшов диск «Room Service», за яким відбулися європейські гастролі. Через трагедію у Нью-Йорку в вересні 2001 року, група скасувала два концерти в ПАР.
Після того, як 11 вересня 2002 року у Марі Фредрікссон була виявлена пухлина мозку, всі заплановані виступи «Roxette» у телепередачах «The Night of the Proms» (в Бельгії і Нідерландах) скасували. Пер самостійно, але вкрай неактивно просував збірку найкращих хітів гурту «The Pop Hits» (2003 рік), після чого повністю взявся за сольний проєкт і записав альбом «Mazarin», що отримав дуже високу оцінку критиків (5 платинових нагород у Швеції). Газета «Expressen» назвала Гессле музикантом року в Швеції.

## Сучасний етап життя

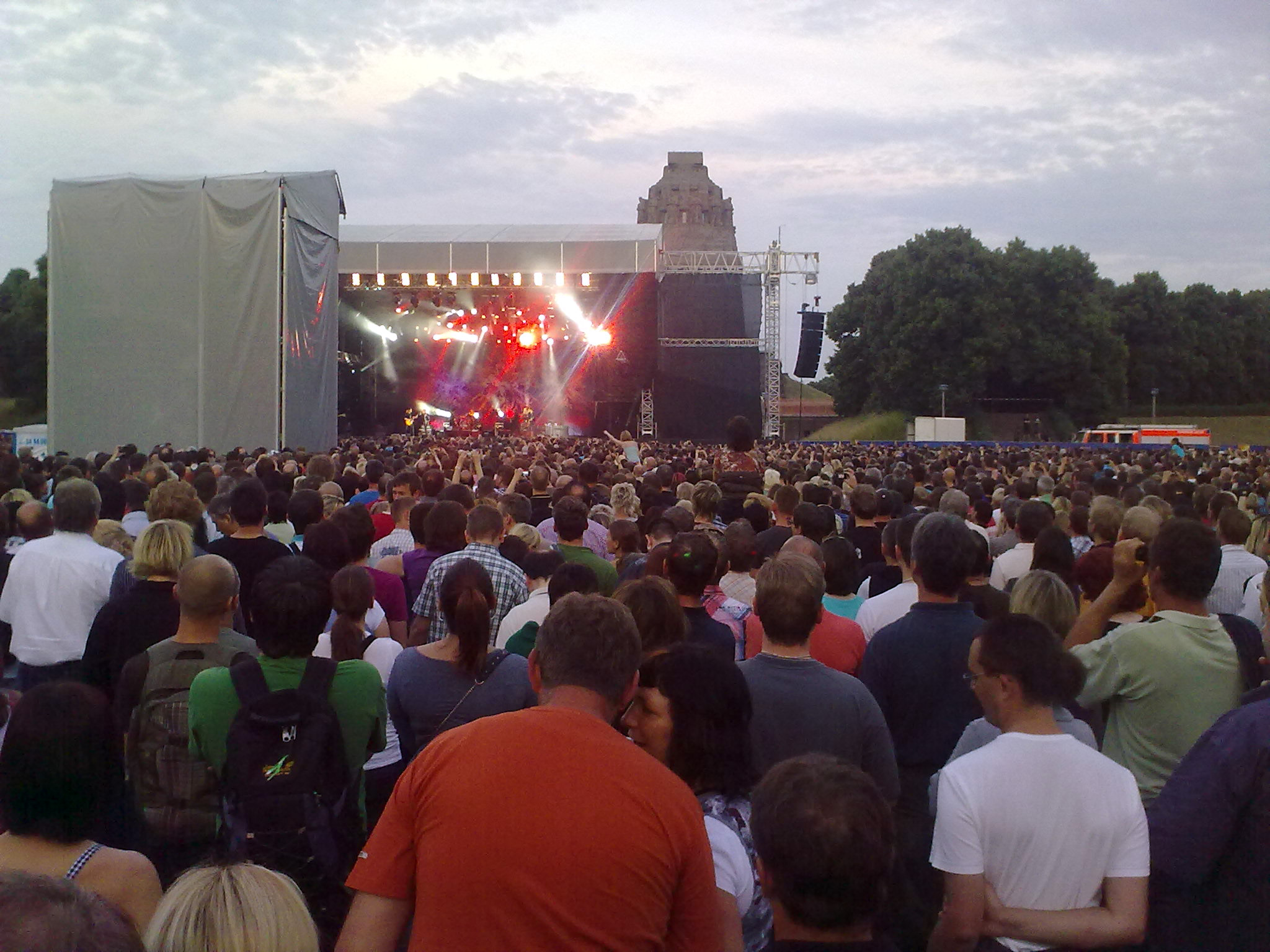
Концерт «Roxette» 15 червня 2011 року в Лейпцизі

12 червня 2007 року вийшов черговий сольний альбом «En Händig man», а в липні Пер вирушив у турне Швецією. Наприкінці серпня місцева газета «Aftonbladet» провела акцію, під час якої при покупці газети також можна було придбати диск з піснями Гессле всього за 79 шведських крон (8 євро). На диску були записані рідкісні демоверсії та пісні, які раніше не видавалися. 29 жовтня 2007 року вийшла друком його біографія — книга «Att vara Per Gessle» («Бути Пером Гессле»), написана в співавторстві з відомим шведським журналістом Свеном Ліндстрема. У ній Пер розповідає про себе, про те, як були створені «Gyllene Tider» і «Roxette», а також багато інших цікавих та маловідомих широкій публіці фактів. У цьому ж році вийшло перевидання альбому групи «The Lonely Boys» з поліпшеною якістю звуку (оригінал вийшов 1996 року). В кінці року Пер спільно з учасниками колективу «Son of a Plumber» випустив сингл «Shopping with mother» — інструментальну композицію, в якій бек-вокальну партію оперним голосом виконала Гелена Юсефссон.
На початку 2008 року був перевиданий альбом 11-річної давнини «The World According to Gessle». Сам Пер в інтерв'ю з «TDR» зізнався, що оригінальний тираж 1997 року, за відомостями звукозаписної компанії «EMI», практично повністю розкуплений, крім того, він сам хотів зробити подарунок своїм шанувальникам і випустити на другому диску демоверсії багатьох своїх хітів, «щоб люди змогли відчути еволюцію пісень, з чого все починалося, і чим все закінчилося».
6 жовтня 2008 року було оголошено про вихід нового синглу «Silly Really» в кінці місяця і англомовного сольного альбому «Party Crasher» 26 листопада. Це перший за 11 років сольний альбом музиканта, підписаний його власним ім'ям, який вийшов за межами Скандинавії. В інтерв'ю Пер розповів, що «не збирається зібрати повний стадіон „Вемблі“ для свого концерту, але пісні „Roxette“ (через те, що всі вони були виконані англійською мовою) досі ще пам'ятають», тому альбом може сподобатися європейським слухачам. Відразу ж після виходу альбому Пер із своєю сім'єю вирушив до США на відпочинок, а також для того, щоб представити свою нову роботу який-небудь звукозаписній компанії, що погодилась б рекламувати і розповсюджувати диск у США. 27 лютого альбом вийшов у Німеччині.
12 січня 2009 року Пер Гессле разом з родиною відзначив своє п'ятдесятиріччя в південноафриканському місті Кейптаун. Дружина музиканта як сюрприз влаштувала таємну вечірку в стилі диско, яка пройшла в готелі «Тюлосанд» у Гальмстаді. На святкуванні були присутні близько сотні друзів і знайомих Пера, серед них колега по «Roxette» Марі Фредрікссон, музиканти-композитори Лассе Ліндбом і Ніклас Стремстедт, а також режисер Йонаса Окерлунда.
У квітні-травні 2009 року Пер дав 15 концертів в Європі на підтримку свого англомовного сольного альбому. На концертах в Амстердамі та Стокгольмі до нього на сцені приєдналася Марі Фредрікссон, з якою він пізніше виступав на відкритті фестивалю «Нова Хвиля» в Юрмалі. Музикант планує записати кілька нових пісень для «Roxette».

## Цікаві факти

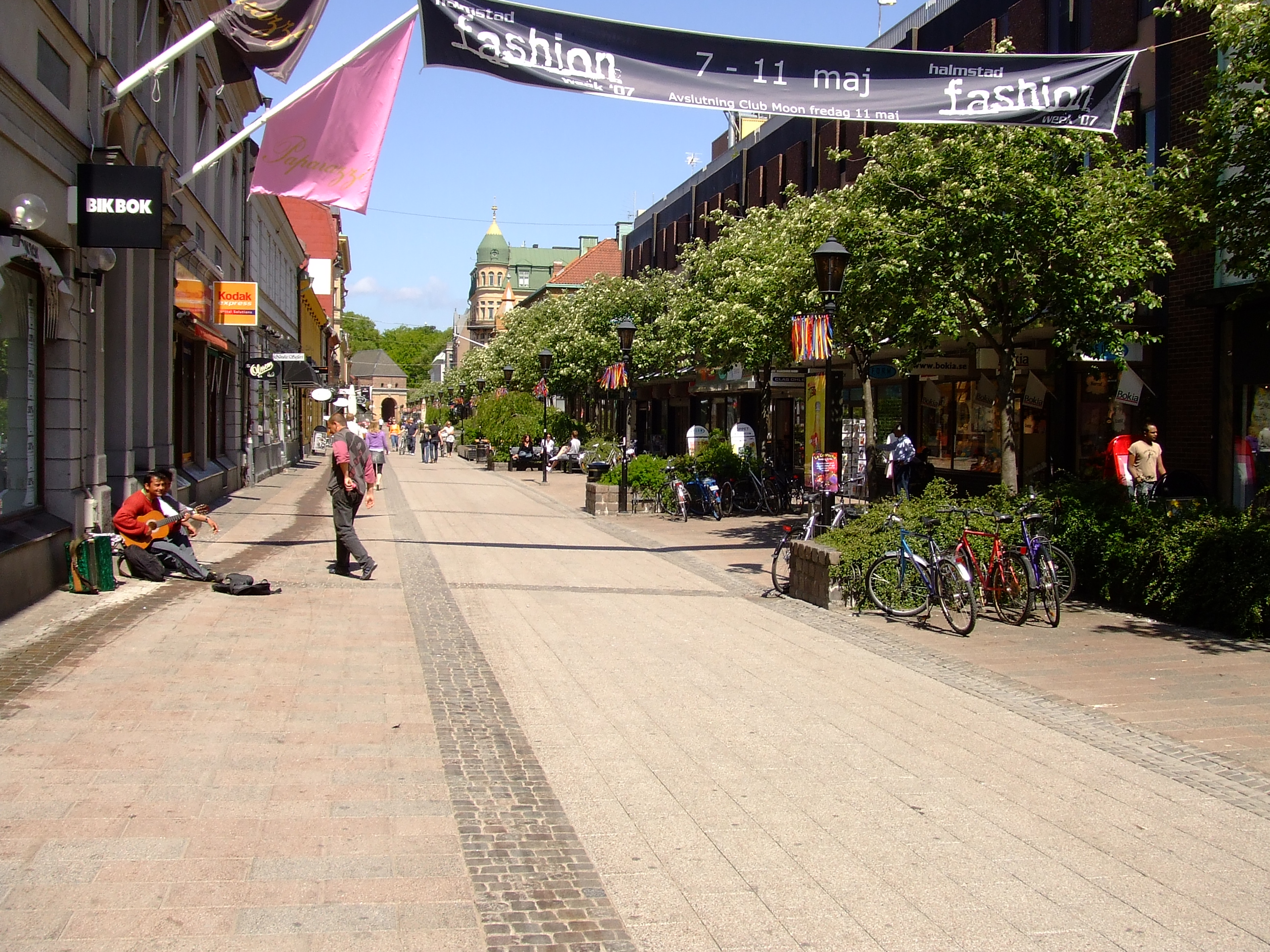
Місто Гальмстад

- Пер є співвласником магазину модного одягу «WESC».
- Один із псевдонімів Пера — Rip Offenbach, під цим ім'ям він написав пісню «Dansa pop pop» для групи «Rita & the Ripoff».
- Разом з Бьорном Ульвеусом з групи «АВВА», Гессле є співвласником компанії «Noteheads», яка випускає програмне забезпечення типу «нотний редактор» під назвою «Igor Engraver».
- Крім гітар, які можна побачити в холі бару «Leif's Launge» готелю «Тюлесанд» у Гальмстаді, Гессле колекціонує спортивні автомобілі. За відомостями шведської газети «DI» музикант володіє автомобілями Mercedes S500 (1999 рік), Ferrari 599 GTB Fiorano (2006 рік), Ferrari 550 (2001 рік), Ferrari F430 F1 (2005 рік) і Porsche Cayenne Turbo (2004 рік). У змаганні колекціонерів Пера випереджає тільки король Швеції Карл XVI Густав.
- Пісня «Roxette» «I was so lucky» («Я був таким щасливим») була написана Пером влітку 1997 року після народження сина Габріеля.
- Згідно з одним інтерв'ю, в середині 2006 року Гессле відвідав Нью-Йорк. Там з ним стався кумедний випадок. Коли в аеропорту працівник міграційної служби запитав Гессле про його професію, той відповів: «Я музикант». Поліцейський знизав плечима і посміхнувся: «Ніби я повинен знати про всіх музикантів у світі. Ви чимось знамениті?». Тоді Гессле вказав на радіо на стелі, з якого в той момент грала пісня «Listen To Your Heart» і відповів: «Це написав я».
- Пер Гессле «підробляє» ді-джеєм на американському супутниковому радіо «SIRIUS XM» разом з журналістом Свеном Ліндстремом. З квітня 2006 року по січень 2009 року було записано понад 100 випусків їх спільного шоу.

## Нагороди
Серед численних номінацій і нагород, які отримав музикант за свою більш ніж тридцятирічну кар'єру, можна виділити такі:
- 1988 рік — найкращий композитор («Look Sharp!») — шведський Греммі
- 1991 рік — найкращий композитор («Joyride») — шведський Греммі
- 1992 рік — найкращий композитор («Tourism») — шведський Греммі
- 1996 рік — найкращий артист («Gyllene Tider») — шведський Греммі
- 1996 рік — найкраща пісня («Gå & Fiska!») — шведський Греммі
- 1997 рік — найкращий відеокліп («Kix») — шведський Греммі
- 2003 рік — приз «Guldapa» («Золота мавпочка») від «Radio Rix»: артисту, чиї пісні найчастіше виконуються в ефірі радіостанції
- 2004 рік — 3 нагороди «Rockbjörnen» від шведської газети «Aftonbladet»: найкращий виконавець, найкраща пісня і альбом року
- 2004 рік — 4 нагороди (шведський Греммі): артист року, пісня року («Här kommer alla känslorna»), найкращий поп-музикант, композитор року
- 2004 рік — найкращий скандинавський артист
- 31 жовтня 2005 рік — найкращий скандинавський артист року за версією «Nickelodeon Kids Choice Awards»
- 2007 рік — найкращий концерт
- 7 жовтня 2008 рік — приз «BMI» у Лондоні за «Чотири мільйони радіотрансляцій пісні „Listen to your heart“ в США».